# Cassandra-levél
A Cassandra-levél Kossuth Lajosnak Deák Ferenchez írott nyílt levele, amellyel az 1848–49-es forradalom és szabadságharc leverése óta emigrációban élő Kossuth az 1867-ben megszületett kiegyezésről mond (elutasító) véleményt. A Párizsból küldött nyílt levél Kasszandra trójai mitológiai királylányra utal, akinek jóslatait figyelmen kívül hagyták. A levél, bár nagy hatást gyakorolt a korabeli közvéleményre, nem tudta megakadályozni az Osztrák–Magyar Monarchia létrejöttét.

## Előzményei és megjelenése

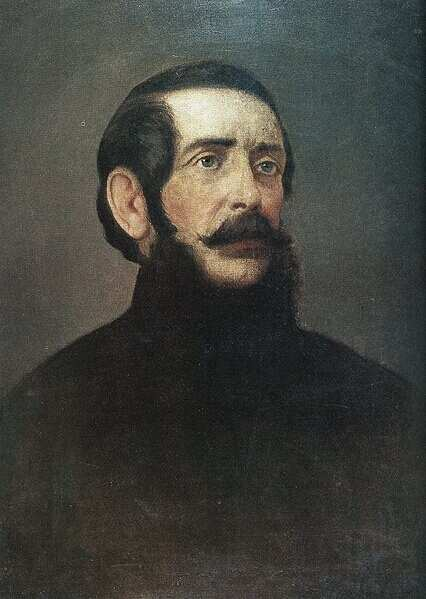
Aki a levelet írta: Kossuth Lajos

Kossuth figyelemmel kísérte a készülő kiegyezésről folyó országgyűlési vitákat. Már 1866 novemberében elindította a Negyvenkilencz című politikai lapot, amellyel a korabeli magyar ellenzéket kívánta támogatni. Itt megjelent értekezéseiben elsősorban gazdasági (a Habsburg Birodalom súlyos nehézségekkel küzdő pénzügyi rendszerét vette célba) és külpolitikai szemszögből (szerinte a dinasztikus alapú Habsburg-államalakulat a nemzetállamok Európájában halálra van ítélve, elkerülhetetlen felbomlásakor Magyarországnak sem kegyelmeznek) bírálta a kiegyezést. Ezeknek a sajtócikkeknek kevés politikai hatása volt. 1867. május 22-én írta meg Kossuth a korábbi, részletesebb cikkek szónokias, drámai hangú összefoglalóját, a Cassandra-levelet, amelyet május 26-án közölt először a Magyar Újság, majd május 28-i számában a Magyarország című kormánypárti lap.

## Idézetek a levélből
Barátom!
Engedd meg e megszólítást azon múlt emlékének nevében, amely a hosszú számkivetés keservei, a hazafi bánat és családi bú súlya alatt előttem mindig szent maradt. 
Mi nemcsak elvrokonok, de barátok is valánk, a szó nemesebb értelmében férfikorunk szebb szakaszán keresztül, midőn még egy irányban haladtunk a hazafiúi kötelesség ösvényén. […]
Nem vélek hibázni, midőn állítom, hogy azon nagy, azon példátlan befolyás, melyet a nemzet határozataira gyakorolsz, azon álláspont következése, melyet 1861-ben választottál. S nem vélek hibázni, midőn állítom, hogy a roppant erkölcsi hatalomnak, mely kezeidben van, kulcsa abban fekszik, hogy a romlatlan nép ösztönszerűsége Téged, a nemzeti jogok békés úton visszaszerzésének terén vezérét, még mindig az 1861-i jogalapon vél állani.
Pedig már régen nem állasz ott. A jogvisszaszerzés álláspontjáról a jogfeladás sikamlós terére jutottál… Mi marad még feladni való mindazon jogokból, amelyek az alkotmányos állami élet lényegét és biztosítékait képezik…? […]
A magyar hadsereg az osztrák birodalmi hadsereg kiegészítő részévé dekretáltatik [rendeltetik], s annak nemcsak szervezete s vezénylete, de még alkalmazása is a magyar miniszteri felelősség alul elvonatik, és a magyar országgyűlésnek nem felelős birodalmi kormány rendelkezése alá bocsáttatik.
A hadi költségvetés megvizsgálásának s megszavazásának joga a magyar országgyűléstől elvonatik, s a birodalommal közös delegációkra ruháztatik át, s így idegen avatkozásnak, szavazásnak, határozásnak vettetik alá.
Ezáltal elveszti nemzetünk az alkotmányos állami élet legfőbb, legpraktikusabb életbiztosítékát. […]
… Magyarország … a legfontosabb ügyekben idegen avatkozástól menten, önállólag nem intézkedhetve, idegen érdekek vontatókötelére akasztatik… […]
Nemzetnek lehet elnyomást tűrnie, de jogai valósításának reménye iránt semmi körülmények közt nem szabad kétségbeesnie, s azért, mert valamely jogát nyomban nem képes valósítani, nem szabad arról önként, örök időkre lemondani. […]
… a kor szelleme, kor iránya s a politikai viszonyok a jogvisszaszerzésnek vagy a jogfejlesztésnek kedvezők.
Ilyenkor mond le Magyarország legbecsesebb állami jogairól, és lemond oly módon, lemond, magát oly politikának eszközeül szegődtetve, mely szomszédainkat úgy nyugat, mint kelet felé ellenségeinkké teszi; a nemzetiségi belkérdés kielégítő megoldását, a horvátországgali kiegyezkedést lehetetleníti, s szemlátomást közelgő európai bonyodalmaknál hazánkat a vetélkedő ambícióknak céltáblául tűzi ki. […]
… én e tényben a nemzet halálát látom; s mert ezt látom, kötelességemnek tartom megtörni hallgatásomat; nem avégett, hogy vitatkozzam, hanem hogy Isten, a Haza s az utókor nevében esdekelve felszólítsalak… Ne vidd azon pontra a nemzetet, melyről többé a jövőnek nem lehet mestere! […]
Ne vezesd hazánkat oly áldozatokra, melyek még a reménytől is megfosztanának!
Tudom, hogy a Cassandrák szerepe hálátlan szerep. De Te fontold meg, hogy Cassandrának igaza volt!

## A levél hatása, következménye

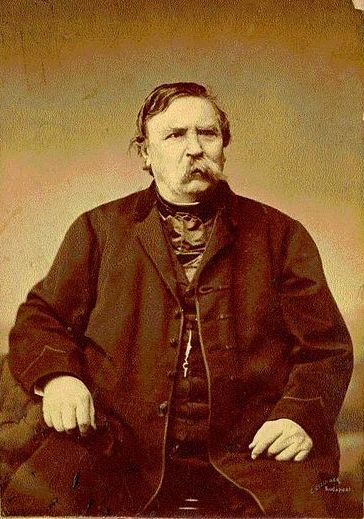
Akihez a levél szólt: Deák Ferenc

Kossuth nyílt levele kellemetlenül érintette a magyar kiegyezéspárti politikusokat, mert a kiegyezés március 30-án megszavazott tervezetével már a főrendiházhoz készültek, s megkezdődtek a koronázás előkészületei is. A kiegyezéspárti újságok éles hangú válaszaikban a koronázási ünnepség megzavarását emlegették. A Cassandra-levél nyomán széles körű sajtóvita bontakozott ki, amelynek során kirajzolódott a kiegyezést helyeslők és ellenzők sajtóbeli tábora. Mindezek azonban nem változtattak a kiegyezés politikai menetén, a kiegyezés hívei az országgyűlésben egyértelműen többségbe kerültek. Augusztusban, miután Kossuth újabb nyílt leveleket küldött a váci és jászladányi választóknak, közbelépett a hatalom: az uralkodóházzal fennálló birodalmi kapcsolat elleni izgatás vádjával elkobozták a Magyar Újság augusztus 28-i számát, s mivel a cikkszerző, Kossuth külföldön tartózkodott, a lap szerkesztőjét, Böszörményi Lászlót fogták perbe és ítélték börtönbüntetésre „személyes izgatás és tettleges sértés” címén. A súlyos beteg Böszörményi, miután nem volt hajlandó kegyelmet kérni, a börtönben halt meg. Szeptember 14-én pedig Kossuthot belügyminiszteri rendelet marasztalta el hűtlenségben, a kiegyezés jogi alapjául szolgáló Pragmatica sanctióra hivatkozva.

## Deák ellenérvei
Az 1848 című lap május 28-án közölte Pulszky Ferenc cikkét, amelyben a kiegyezéspárti oldal képviseletében elsőként foglalkozott Kossuth levelével. Az újságcikket Pulszky Deák Ferenc útmutatásai alapján szerkesztette meg, a Kossuth-féle Dunai Konföderáció terve és a kiegyezés szembeállításával. Maga Deák a Pesti Napló május 30-i számában kijelentette, hogy nem válaszol Kossuth levelére, nem kíván a kiegyezés ügyében sajtóvitába bonyolódni. Valamivel korábban azonban, a kiegyezésről szóló általános képviselőházi vitában közvetve érintette Kossuth vádjait.

Legsúlyosabb vád, mely ellenünk az eddigi vitatkozások folytában fölhozatott, kétségtelenül az, hogy javaslatunk az ország alkotmányos függetlenségét megsemmisíti, és Magyarországot némi autonómiával bíró osztrák tartománnyá teszi.
[…]
Ezen állapottal szemben legyen szabad kérdeznem: meg van-e semmisítve alkotmányos függetlensége azon országnak, mely saját országgyűlésén alkotja minden köz- és magánjogi és közigazgatási törvényeit; saját országgyűlésén állapítja meg védrendszerét és ennek minden változtatását; ő rendelkezik a szükséges újoncokról, ezeknek számáról, kiállítási föltételeiről, a katonaság elhelyezéséről és élelmezéséről? (Élénk tetszés. Úgy van! Helyeslés a középen.) Meg van-e semmisítve azon országnak alkotmányos függetlensége, mely maga határoz államjövedelmei, adórendszere, az adó kivetése és behajtása fölött, melynek parlamentáris felelős kormánya van, és melynek e kormány felelni tartozik minden tettéért, számolni minden fillérnek hováfordításáról? (Élénk tetszés, éljenzés a középen.) Meg van-e semmisítve csupán azáltal, hogy a költségvetésnek egyik pontját, a hadseregnek költségeit nem közvetlenül, hanem közvetve, szabadon választott meghatalmazottjai által egy más alkotmányos országgal együtt … mindig csak egy évre közösen határozza meg? […]
Azon vád, hogy javaslatunk szerint Magyarország népének vérével nem a magyar országgyűlés rendelkezik, merőben alaptalan. Hiszen a mi javaslatunkban is egyenesen és határozottan fönn van tartva az újoncok megajánlásának országgyűlési joga; fönn van tartva az állítás föltételeinek, a katonaság elhelyezésének meghatározása; ki van mondva, hogy a védrendszernek megállapítása vagy bármi változtatása Magyarországra nézve csak a magyar országgyűlés beleegyezésével történhetik. […]
[…] Nem hiszem, hogy e javaslat életbe léptetése alkotmányos önállásunkat megsemmisítené s Magyarországot osztrák provinciává tenné; de hiszem azt, hogy alkotmányunk azon visszaállítása, mely javaslatunk elfogadásának reményében tettleg életbeléptetett, sokkal inkább megóvja nemzetünket a végsüllyedéstől, mint a bizonytalan eseményekre épített számítás s azon sorvasztó várakozás, mely addig halasztgatja az orvoslást, míg az végsüllyedéssel fenyegető helyzetünkben késő lesz. […]
Van-e, ki óhajtja Ausztria fölbomlását, nem tudom, de ha vannak ilyenek, azok azt bizonyosan nem a mi érdekünkben óhajtják. (Úgy van! – a középen.) Félek, nagyon félek, hogy e fölbomlás által nem mi nyernénk, s a mi sorsunk jobbra nem változnék. (Élénk helyeslés a középen.) 
[…]
… ily esetben vagy mint önálló, külön állam teljes erejében függetlenül alakulna Magyarország, vagy, több népekkel egyesülve, új szövetkezési államot alkotna.
Az elsőt nem számítom a politikai lehetőségek közé. […]
Azt mondta valaki, hogy ne mondogassuk mi magunkat gyöngéknek. Úgy hiszem, önérzetünk ettől meg fog óvni bennünket. (Úgy van! Élénk tetszés a középen.) Egyébiránt a történelemben nem tudok példát arra, hogy hazánkat azért érte volna veszély, mert erősebb volt, mint amilyennek magát hitte; ellenben abból, hogy erősebbnek hitte magát, mint amilyen volt, szomorú következések származtak; a mohácsi vész egyik oka erőnknek éppen ezen túlbecsülése lehetett. (Úgy van! Tetszés.)
Az államok ereje nem abszolút fogalom. […] Most … mily nagyok az európai államok dimenziói. A 20 millió népességű Olaszországot értelmes népével, virágzó kereskedésével, sok jó kikötőjével még nagyhatalomnak sem tekinti a világ. Fönn bírna ezek közt állani Magyarország, beékelve a hatalmas orosz és német birodalom közé? (Élénk tetszés a középen.)